# Zuckerfabrik Nauen

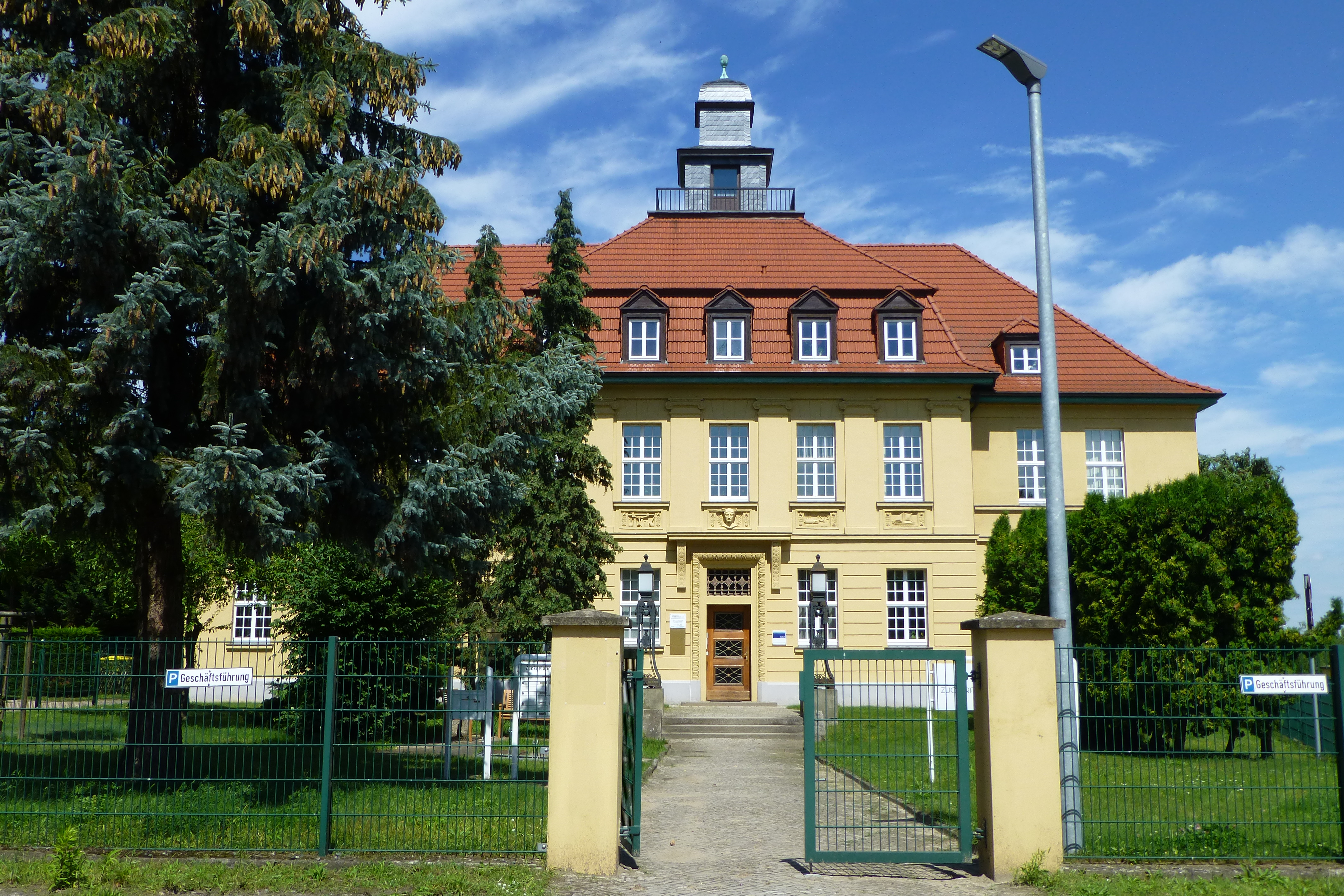
Das Verwaltungsgebäude der Zuckerfabrik

Die Zuckerfabrik Nauen war von ihrer Gründung im Jahr 1889 bis zu ihrer Schließung 1993 einer der bedeutendsten Zuckerproduzenten in der Region Brandenburg.

## Geschichte

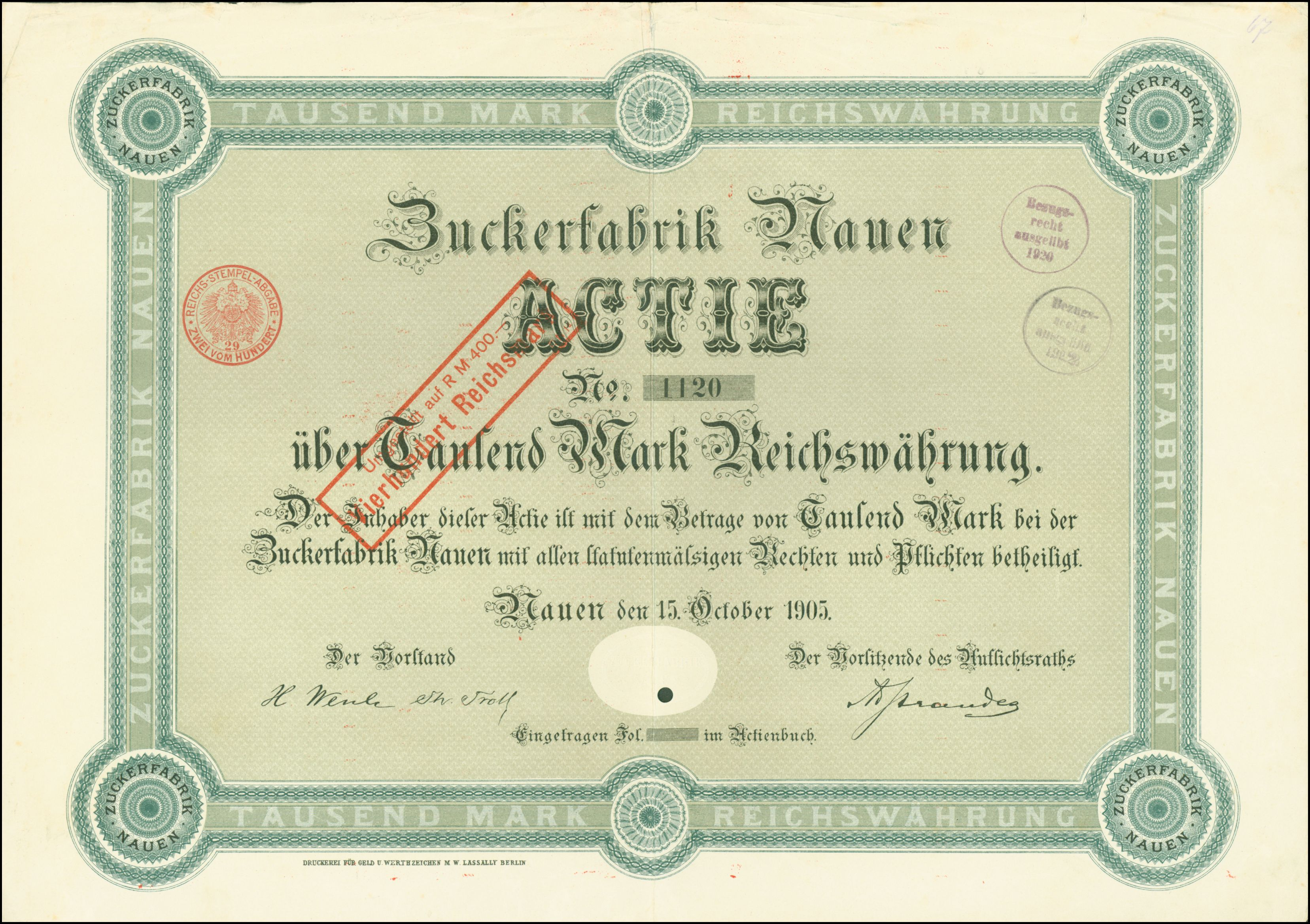
Aktie über 1000 Mark der Zuckerfabrik Nauen vom 15. Oktober 1905

1888 beschlossen Industrielle und Großgrundbesitzer aus Nauen die Gründung einer Aktiengesellschaft zwecks Errichtung einer Zuckerfabrik. Im Oktober 1889 nahm die Fabrik mit 250 Mitarbeitern ihre Arbeit auf, zur Erntezeit kamen noch rund 750 Helfer dazu. Bereits im ersten Jahr ihrer Existenz wurden in der Nauener Zuckerfabrik über 31.000 Tonnen Zuckerrüben verarbeitet. 1893 wurde die Fabrik auch durch eine Eisenbahnstrecke mit dem Nachbarort Ketzin verbunden. Durch diese sogenannte „Rübenbahn“ konnten die Rüben effizienter von den Felder in die Fabrik transportiert werden, gleichzeitig diente das direkt an der Havel gelegene Ketzin als Umschlagplatz für den Weitertransport des produzierten Rohzuckers auf dem Wasserweg. 1905 kaufte das Nauener Zuckerwerk eine konkurrierende Fabrik in Ketzin auf.
Der Rübenanbau war zu dieser Zeit noch wenig mechanisiert. Das Ernten der Rüben geschah größtenteils in Handarbeit. Der Stundenlohn für einen Erntehelfer betrug nur wenige Pfennige, das Kilo raffinierter Zucker kostete dagegen eine halbe Mark. Zu dieser Zeit produzierte die Nauener Fabrik ausschließlich Rohzucker. Die Weiterverarbeitung zu Weißzucker geschah in Raffinerien.

### Weltkriege und Zwischenkriegszeit
Im Ersten Weltkrieg musste die Produktion aufgrund des Mangels an Arbeitskräften und Brennstoffen stark eingeschränkt werden. Durch Zwangsarbeit russischer Kriegsgefangener wurde der Betrieb am Laufen gehalten. 1916 übernahm der Zuckerindustrielle Fritz Harney die Fabrik. Als nach dem Kriegsende europaweit ein Überangebot an Zucker und in der Folge ein Preisverfall einsetzte, trieb Harney eine Kontingentierung der Zuckerproduktion voran und sicherte damit auch der Nauener Zuckerfabrik die Zukunft. Allerdings wurde die Fabrik ab 1929, wie viele andere Betriebe auch, von der Weltwirtschaftskrise hart getroffen. Es kam zu Streiks und Massenentlassungen.
Während des Zweiten Weltkriegs wurde die Zuckerproduktion zur Deckung des kriegsbedingten Bedarfs unter Einsatz sowjetischer Kriegsgefangener forciert.

### Expansion in der DDR
Mit Errichtung der Sowjetischen Besatzungszone (SBZ) wurde Fritz Harney enteignet und die Zuckerfabrik Nauen in einen Volkseigenen Betrieb (VEB) umgewandelt.
In der DDR wurde die Zuckerfabrik schließlich einer der wichtigsten Produktionsstandorte. Von allen 43 Zuckerfabriken im Land war sie die einzige im Kreis Potsdam. 5 % des Zuckerbedarfs der DDR wurden durch sie gedeckt. Gleichzeitig wurde die Fabrik durch Modernisierungen auf automatisierte Betriebsabläufe umgestellt und das Betriebsgelände durch zahlreiche Neubauten erweitert. Zu ihnen gehörte auch eine eigene Raffinerie, mit deren Hilfe seit 1947 auch Weißzucker produziert wurde. In den 1950er und 1960er Jahren wurden über 2000 Tonnen Zucker pro Tag raffiniert. Ein großer Teil wurde auch ins Ausland exportiert, vorzugsweise in die Bundesrepublik, aber auch bis nach Indien. Ab 1984 war der Betrieb VEB Zuckerfabrik Nauen Teil des VE Kombinat Zucker Halle.

### Das Ende der Zuckerfabrik
Nach der Wende kaufte Pfeifer & Langen, ein Zuckerproduzent aus Köln, das Nauener Zuckerwerk auf. In der freien Marktwirtschaft wurde die Produktion jedoch aufgrund mangelnder Rentabilität eingestellt. Im letzten Produktionsjahr 1992 wurden nurmehr 350 Tonnen Zucker pro Tag hergestellt. Ende März 1993 wurde in der Zuckerfabrik Nauen nach über einem Jahrhundert des Bestehens die Produktion endgültig niedergelegt. Seitdem stehen die Produktionsräume leer.